# Эстевес, Эмилио
Эми́лио Эсте́вес (англ. Emilio Estevez; род. 12 мая 1962, Статен-Айленд, Нью-Йорк) — американский киноактёр, кинорежиссёр и сценарист.

## Биография
Эмилио — старший ребёнок в семье известного актёра Мартина Шина и Джанет Темплтон. Имеет двух братьев, Рамона и Карлоса, и сестру Рене, которые тоже избрали актёрскую карьеру.
Эстевес начал свою карьеру в составе актёрской группы 1980-х годов «Brat Pack», в которую также входили Деми Мур, Джадд Нельсон, Энтони Майкл Холл, Роб Лоу, Эндрю Маккарти, Молли Рингуолд и Элли Шиди.
Наиболее успешным для Эмилио в качестве актёра стал период середины 1980-х — начала 1990-х годов, когда он снимался в таких молодёжных фильмах, как «Клуб „Завтрак“» (1985) и «Огни Святого Эльма» (1985), а также играл вместе с Ричардом Дрейфусом в детективе «Слежка» (1987). Также снимался в вестернах «Молодые стрелки» (1988) и «Молодые стрелки 2» (1990), играл в спортивной драме «Могучие утята» (1992), пародийной комедии «Заряженное оружие» (1993) вместе с Сэмюэлем Л. Джексоном и боевике «Миссия невыполнима» (1996).
Как режиссёр дебютировал в фильме «Уиздом» (1986). В числе его ранних работ — «Мужчины за работой» (1990) и «Война в доме» (1996). Он снимал также некоторые эпизоды в таких телесериалах как «Защитник» (2003—2004), «C.S.I.: Место преступления Нью-Йорк» (2005), «4исла» (2008—2009) и другие. Заметным витком в его карьере стала остросоциальная драма «Бобби» (2006), в которой Эстевес выступил, как и в большинстве своих проектов, в качестве и режиссёра, и актёра. Фильм был неоднозначно встречен критиками и зрителями.
В 2010 году его драматический фильм «Путь» был показан в рамках кинофестиваля в Торонто. В главной роли снялся Мартин Шин. Фильм повествует о паломничестве отца в память о погибшем сыне по Пути Св. Иакова.

## Личная жизнь
С 1992 по 1994 год был женат на певице Поле Абдул.

## Фильмография

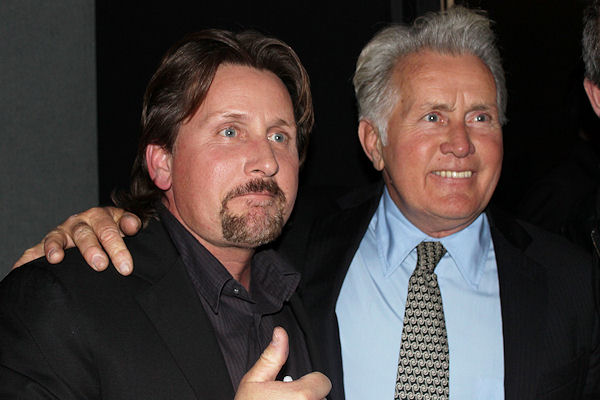
Эстевес (слева) с отцом Мартином Шином на премьере фильма «Путь», февраль 2011 года

### Актёр
| Год       |    | Русское название                       | Оригинальное название             | Роль                               |
| --------- | -- | -------------------------------------- | --------------------------------- | ---------------------------------- |
| 1973      | ф  | Пустоши                                | Badlands                          | мальчик под фонарным столбом       |
| 1980—1981 | с  | Озарение                               | Insight                           | разные персонажи                   |
| 1982      | с  | Как закончить школу                    | Making the Grade                  | Дуэйн                              |
| 1982      | тф | Под опекой чужаков                     | In the Custody of Strangers       | Дэнни Колдуэлл                     |
| 1982      | ф  | Текс                                   | Tex                               | Джонни Коллинз                     |
| 1982      | тф | Взобраться на гору                     | To Climb a Mountain               | Стив Новак                         |
| 1983      | ф  | Изгои                                  | The Outsiders                     | «Ту-бит» Мэттьюз                   |
| 1983      | ф  | Кошмары                                | Nightmares                        | Джей Джей Куни                     |
| 1984      | ф  | Конфискатор                            | Repo Man                          | Отто Мэддокс                       |
| 1985      | ф  | Клуб «Завтрак»                         | The Breakfast Club                | Эндрю Кларк                        |
| 1985      | ф  | Огни святого Эльма                     | St. Elmo’s Fire                   | Керби Кигер                        |
| 1985      | ф  | Это было тогда… Это есть и сейчас      | That Was Then… This Is Now        | Марк Дженнингс                     |
| 1986      | ф  | Максимальное ускорение                 | Maximum Overdrive                 | Билл Робинсон                      |
| 1986      | ф  | Уиздом                                 | Wisdom                            | Джон Уиздом                        |
| 1987      | ф  | Слежка                                 | Stakeout                          | Билл Раймерс                       |
| 1988      | ф  | Молодые стрелки                        | Young Guns                        | Билли Кид                          |
| 1988      | ф  | На вторник не рассчитывай              | Never on Tuesday                  | водитель грузовика                 |
| 1989      | тф | Вспышка во тьме                        | Nightbreaker                      | доктор Александр Браун в молодости |
| 1990      | ф  | Молодые стрелки 2                      | Young Guns II                     | Билли Кид                          |
| 1990      | ф  | Мужчины за работой                     | Men at Work                       | Джеймс Сент-Джеймс                 |
| 1992      | ф  | Корпорация «Бессмертие»                | Freejack                          | Алекс Ферлонг                      |
| 1992      | ф  | Могучие утята                          | The Mighty Ducks                  | Гордон Бомбей                      |
| 1993      | ф  | Заряженное оружие                      | Loaded Weapon 1                   | Джек Кольт                         |
| 1993      | ф  | Ещё одна слежка                        | Another Stakeout                  | Билл Раймерс                       |
| 1993      | ф  | Ночь страшного суда                    | Judgment Night                    | Фрэнк Уайатт                       |
| 1994      | ф  | Могучие утята 2                        | D2: The Mighty Ducks              | Гордон Бомбей                      |
| 1996      | ф  | Миссия невыполнима                     | Mission: Impossible               | Джек Хармон                        |
| 1996      | ф  | Война в доме                           | The War at Home                   | Джереми Коллиер                    |
| 1996      | ф  | Могучие утята 3                        | D3: The Mighty Ducks              | Гордон Бомбей                      |
| 1998      | тф | Доллар за мертвеца                     | Dollar for the Dead               | ковбой                             |
| 1999      | тф | Вчера поздно вечером                   | Late Last Night                   | Дэн                                |
| 2000      | тф | Порнушка                               | Rated X                           | Джим Митчелл                       |
| 2000      | ф  | Песок                                  | Sand                              | Трип                               |
| 2003      | с  | Западное крыло                         | The West Wing                     | Джед Бартлет в молодости           |
| 2003      | мф | Город колдунов                         | Los reyes magos                   | Джимми                             |
| 2005      | ф  | Беспредел в Лос-Анжелесе               | The L.A. Riot Spectacular         | офицер Пауэлл                      |
| 2006      | ф  | Бобби                                  | Bobby                             | Тим Фэллон                         |
| 2006      | мф | Артур и минипуты                       | Arthur et les minimoys            | паромщик                           |
| 2008      | с  | Два с половиной человека               | Two and a Half Men                | Энди                               |
| 2010      | ф  | Путь                                   | The Way                           | Дэниел Эйвори                      |
| 2012      | мф | Письмо Дракуле                         | Dear Dracula                      | Миро                               |
| 2012      | мф | Рождественское приключение             | Abominable Christmas              | мистер Уинтерботтом                |
| 2018      | ф  | Общественная библиотека                | The Public                        | Стюарт Гудсон                      |
| 2020—2021 | с  | Могучие утята: Новые правила           | The Mighty Ducks: Game Changers   | Гордон Бомбей                      |
| 2022      | ф  | Молодые стрелки 3: псевдоним Билли Кид | Young Guns 3: Alias Billy the Kid | Уильям                             |

### Режиссёр, сценарист, продюсер
| Год       | Название                               | Оригинальное название             | Режиссёр   | Сценарист | Продюсер    | Примечания |
| --------- | -------------------------------------- | --------------------------------- | ---------- | --------- | ----------- | ---------- |
| 1985      | Это было тогда… Это есть и сейчас      | That Was Then… This Is Now        |            | Да        |             |            |
| 1986      | Уиздом                                 | Wisdom                            | Да         | Да        |             |            |
| 1990      | Мужчины за работой                     | Men at Work                       | Да         | Да        |             |            |
| 1995      | Шутники                                | The Jerky Boys                    |            |           | Да          |            |
| 1996      | Война в доме                           | The War at Home                   | Да         |           | Да          |            |
| 2000      | Порнушка                               | Rated X                           | Да         |           |             | телефильм  |
| 2003—2004 | Защитник                               | The Guardian                      | Да (3 эп.) |           |             | телесериал |
| 2004—2005 | Детектив Раш                           | Cold Case                         | Да (2 эп.) |           |             | телесериал |
| 2005      | Культурный раскол в АмериККе           | Culture Clash in AmeriCCa         | Да         |           |             |            |
| 2005      | C.S.I.: Место преступления Нью-Йорк    | CSI: NY                           | Да (2 эп.) |           |             | телесериал |
| 2005      | Рядом с домом                          | Close to Home                     | Да (1 эп.) |           |             | телесериал |
| 2006      | Бобби                                  | Bobby                             | Да         | Да        |             |            |
| 2008—2009 | 4исла                                  | Numb3rs                           | Да (2 эп.) |           |             | телесериал |
| 2010      | Путь                                   | The Way                           | Да         | Да        | Да          |            |
| 2018      | Общественная библиотека                | The Public                        | Да         | Да        | Да          |            |
| 2021      | Могучие утята: Новые правила           | The Mighty Ducks: Game Changers   |            |           | Да (10 эп.) | телесериал |
| 2022      | Молодые стрелки 3: псевдоним Билли Кид | Young Guns 3: Alias Billy the Kid | Да         | Да        |             |            |

## Награды и номинации
| Награда                        | Год  | Категория                              | Название работы        | Результат |
| ------------------------------ | ---- | -------------------------------------- | ---------------------- | --------- |
| Венецианский кинофестиваль     | 2006 | Золотой лев                            | Бобби                  | Номинация |
| Венецианский кинофестиваль     | 2006 | Biografilm Award                       | Бобби                  | Победа    |
| Премия Гильдии киноактёров США | 2007 | Лучший актёрский состав в игровом кино | Бобби                  | Номинация |
| Золотая малина                 | 1987 | Худшая мужская роль                    | Максимальное ускорение | Номинация |